# Upper New York Bay
Die Upper New York Bay ist eine Bucht südlich von Manhattan in den US-Bundesstaaten New York und New Jersey. Sie ist der nördliche Teil der New York Bay, die weiterhin aus der Lower New York Bay und dem Kanal The Narrows, der die beiden Buchten verbindet, besteht. Die Upper New York Bay bildet den zentralen Teil des Hafens von New York.

## Lage
Die Bucht ist durch die Südspitze von Manhattan im Norden, den New Yorker Stadtteil Brooklyn im Osten, Staten Island und den Kanal The Narrows im Süden sowie Bayonne und Jersey City in New Jersey im Westen begrenzt. Die Meerenge The Narrows verbindet die Upper New York Bay mit der Lower New York Bay und schließlich dem Atlantik. Diese Meerenge sorgt mit starkem Gezeitenstrom für einen hohen Wasseraustausch mit dem Atlantik, sie stellt aber auch einen natürlichen Schutz für die Bucht dar. Der Hudson River sowie der East River, der die Verbindung zum Long Island Sound bildet, enden in der Bucht. Über den Kill Van Kull südlich von Bayonne ist die Bucht mit der Newark Bay verbunden, die auch noch von den Gezeiten beeinflusst ist. Durch den Gezeitenstrom werden jährlich etwa 100.000 Tonnen Schwebstoffe aus der Upper New York Bay in die Newark Bay transportiert, die dort sedimentieren. Der Passaic River und der Hackensack River münden in die Newark Bay und entwässern schließlich durch den Kill Van Kull ebenfalls in die Upper New York Bay.
In der Bucht gibt es zahlreiche Inseln, die größten sind Governors Island, Liberty Island und Ellis Island sowie das große Unterwasser-Riff Robbins Reef, auf der Seite von New Jersey. Das Riff ist durch den Leuchtturm Robbins Reef Lighthouse auf einer kleinen Insel markiert. Früher war das Riff eine der größten Austernbänke der Welt. Mit der Zunahme der Wasserverschmutzung Ende des 19. Jahrhunderts verschwanden die Austern aus der Bucht.
Weiterhin befindet sich in der Bucht auf der Seite von Brooklyn die Gowanus Bay, in die der Gowanuskanal fließt, ferner eine kleine Bucht vor Red Hook, der Buttermilk Channel, die Wasserstraße zwischen Brooklyn und Governors Island und der Bay Ridge Channel an der östlichen Seite der Bucht vor dem Narrow. Auf der westlichen Seite befinden sich der Greenville Channel und der Claremont Terminal Channel.

## Physikalische Parameter
Das Wasser der Bucht besteht aus Süßwasser aus dem Hudson River und Salzwasser, das durch den Gezeitenstrom vor allem durch den Narrows Kanal und den East River kommt. In der Bucht mischen sich diese Wassermassen. Die mittlere Austauschzeit des Wassers in der Bucht beträgt etwa zwei Wochen, der Anteil des Hudson Rivers daran ist zu vernachlässigen. Würde das Wasser nur durch den Hudson River ausgetauscht werden, so würde die mittlere Austauschzeit etwa 5 Monate betragen. Das Wasser in der Bucht besteht daher vorwiegend aus Salzwasser marinen Ursprungs mit Brackwasseranteilen nahe der Mündung des Hudson Rivers.

## Trivia

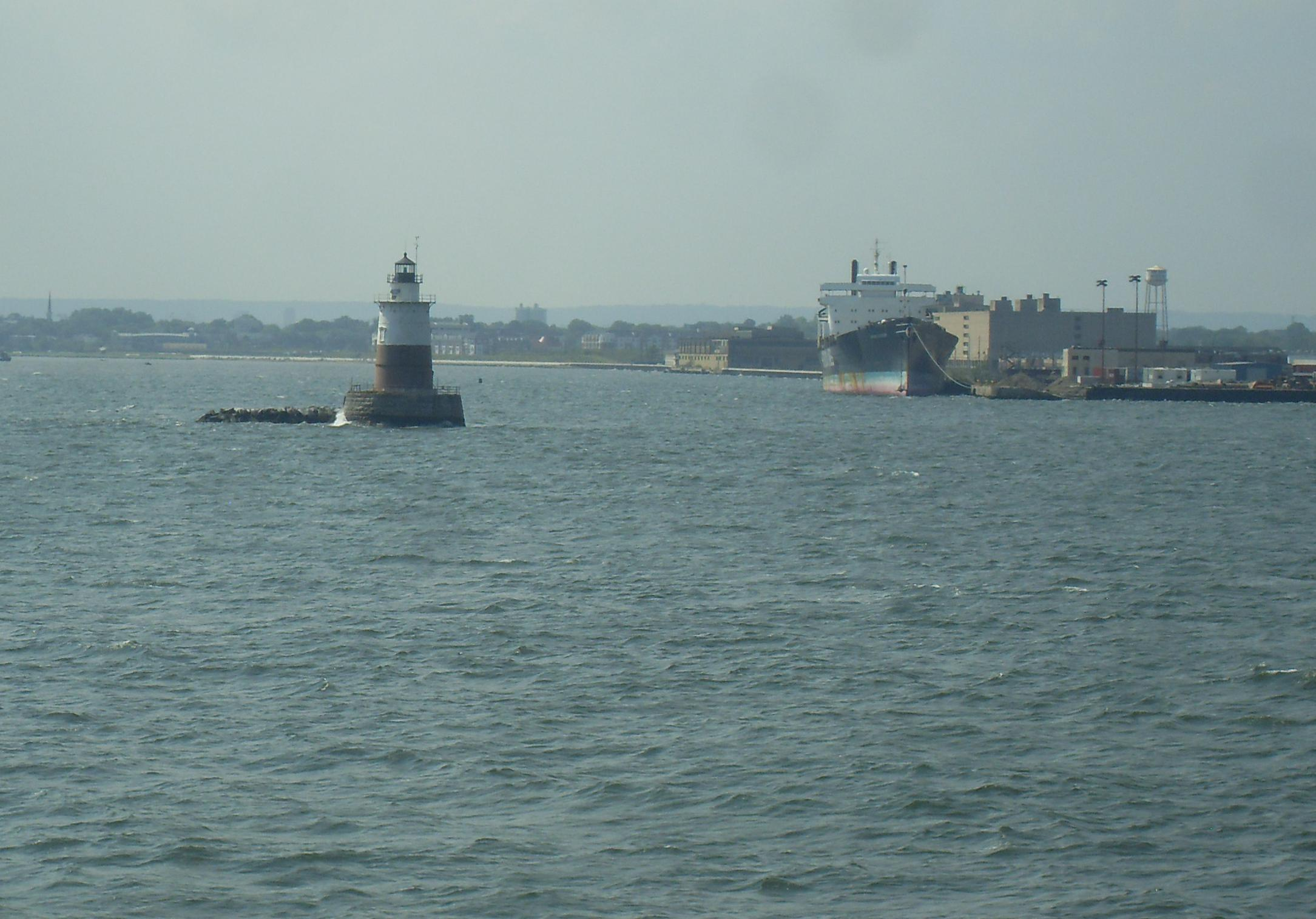
Robbins Reef Lighthouse von der Staten Island Ferry

Die Staten Island Ferry überquert die Bucht auf ihrer etwa halbstündigen Fahrt zwischen dem Whitehall Terminal in Manhattan und St. George Ferry Terminal auf Staten Island.
Die Kläranlage Owls Head in Bay Ridge, einem Stadtteil von Brooklyn, leitet das geklärte Abwasser von etwa 750.000 Menschen in die Bucht.
Der Brooklyn-Battery Tunnel, die Straßenverbindung zwischen Manhattan und Brooklyn, verläuft unterhalb der Bucht.
Weite Teile von New York liegen etwa 3 Meter über dem Meeresspiegel. Um diese Gebiete vor einem Jahrhunderthochwasser zu schützen, wurden Studien erstellt, die zeigen, dass es möglich ist, mit drei Stauwehren die Upper New York Bay und die angeschlossenen Gewässer abzuschließen und so das Stadtgebiet zu schützen, ähnlich wie es bei London mit dem Thames Barrier schon gemacht wird.